# ییملین
ییملین (به چکی: Jimlín) یک منطقهٔ مسکونی در جمهوری چک است که در ناحیه لوونی واقع شده‌است. ییملین ۹٫۸۲ کیلومتر مربع مساحت و ۷۸۳ نفر جمعیت دارد و ۲۴۲ متر بالاتر از سطح دریا واقع شده‌است.